# ژو شن
ژو شن (چینی: 周深; پین‌یین: Zhōu Shēn؛ زادهٔ ۲۹ سپتامبر ۱۹۹۲) که با نام چارلی ژو (انگلیسی: Charlie Zhou) نیز شناخته می‌شود، خواننده اهل چین است. او به خاطر صدای منحصربه‌فرد و دامنه وسیع صدایش معروف است و با آهنگ مشهورش به نام «ماهی بزرگ» به شهرت رسید. در مه ۲۰۲۴، او دومین آلبوم خود به نام خود شِن (Shenself) را منتشر کرد که در عرض یک هفته بیش از ۱ میلیون نسخه دیجیتال فروخت. او اواس‌تی بسیاری از فیلم‌ها و مجموعه‌های چینی برجسته را خوانده است.
او در نوامبر ۲۰۱۹ جایزه موسیقی ام‌تی‌وی اروپا را برای بهترین هنرمند چین بزرگ دریافت کرد. در اوت ۲۰۲۰، او در جایگاه ۴۲ فهرست ۱۰۰ سلبریتی چینی فوربز قرار گرفت. جوایز ERC Chinese Top Ten، ژو را به عنوان محبوب‌ترین خواننده مرد در سال‌های ۲۰۲۱ و ۲۰۲۲ و بهترین خواننده مرد در سال ۲۰۲۳ معرفی کرد. از سال ۲۰۲۲، او یکی از میزبانان ثابت برنامه چینی کیپ رانینگ است.
در اوت ۲۰۲۲، کنسرت آنلاین تیک‌تاک او با نام «می‌خواهم در کنارت باشم» (想到你“深”边) بیش از ۱۴۰ میلیون بیننده جذب کرد. تور کنسرت دهمین سالگرد او با نام 9.29 Hz از مه ۲۰۲۴ در استادیوم‌های سراسر چین آغاز شد و بلافاصله پس از آغاز فروش بلیت، تمامی بلیت‌ها به فروش رفت.